# Westville (New Jersey)
Pour les articles homonymes, voir Westville.
Westville est une ville du Comté de Gloucester, au New Jersey, aux États-Unis. Au recensement de 2010, sa population était de 4 288 habitants.